# Raphionacme michelii
Raphionacme michelii là một loài thực vật có hoa trong họ La bố ma. Loài này được De Wild. miêu tả khoa học đầu tiên năm 1904.